# Seznam kanadských letadlových lodí

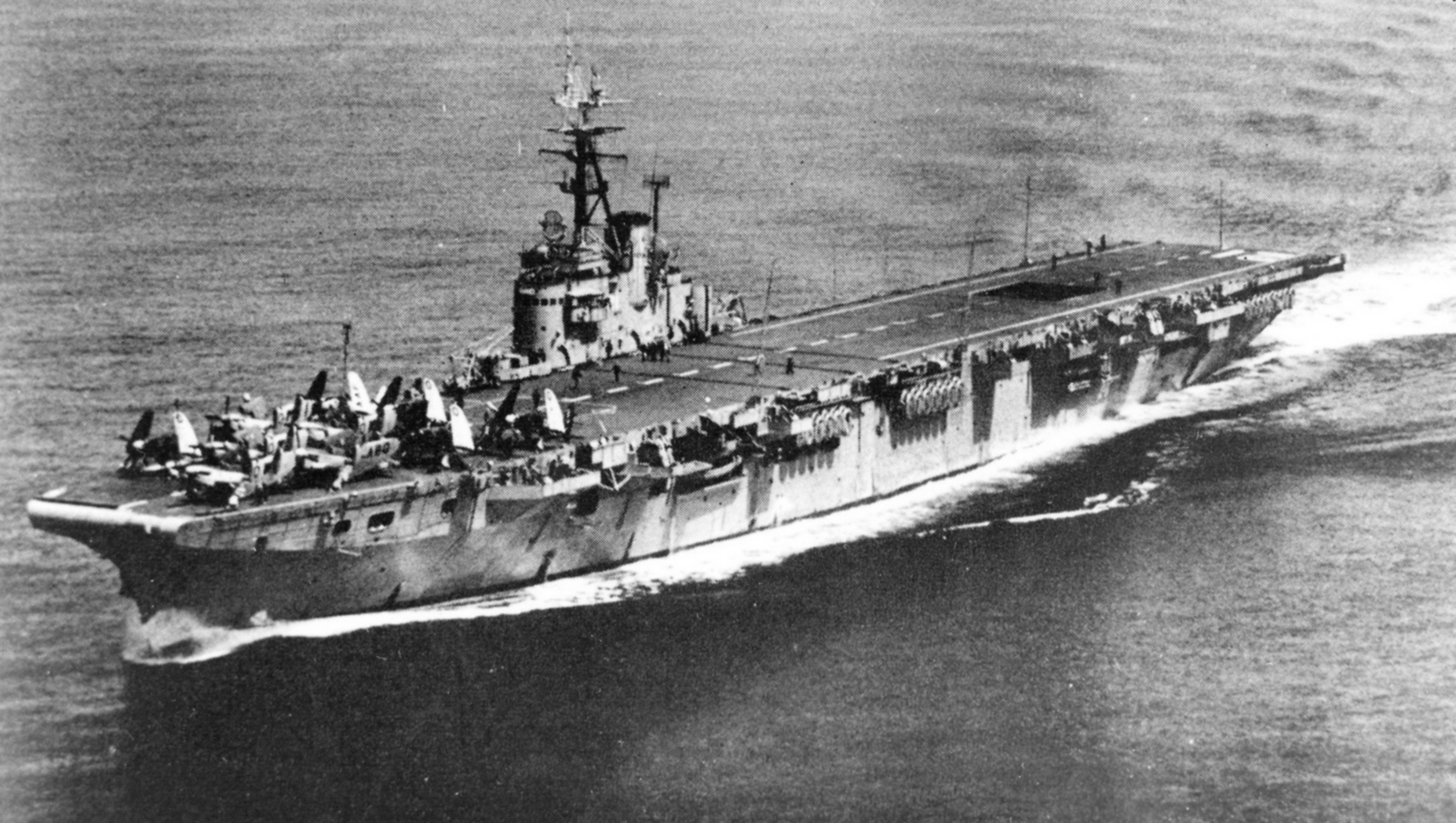
HMCS Magnificent (CVL-21)

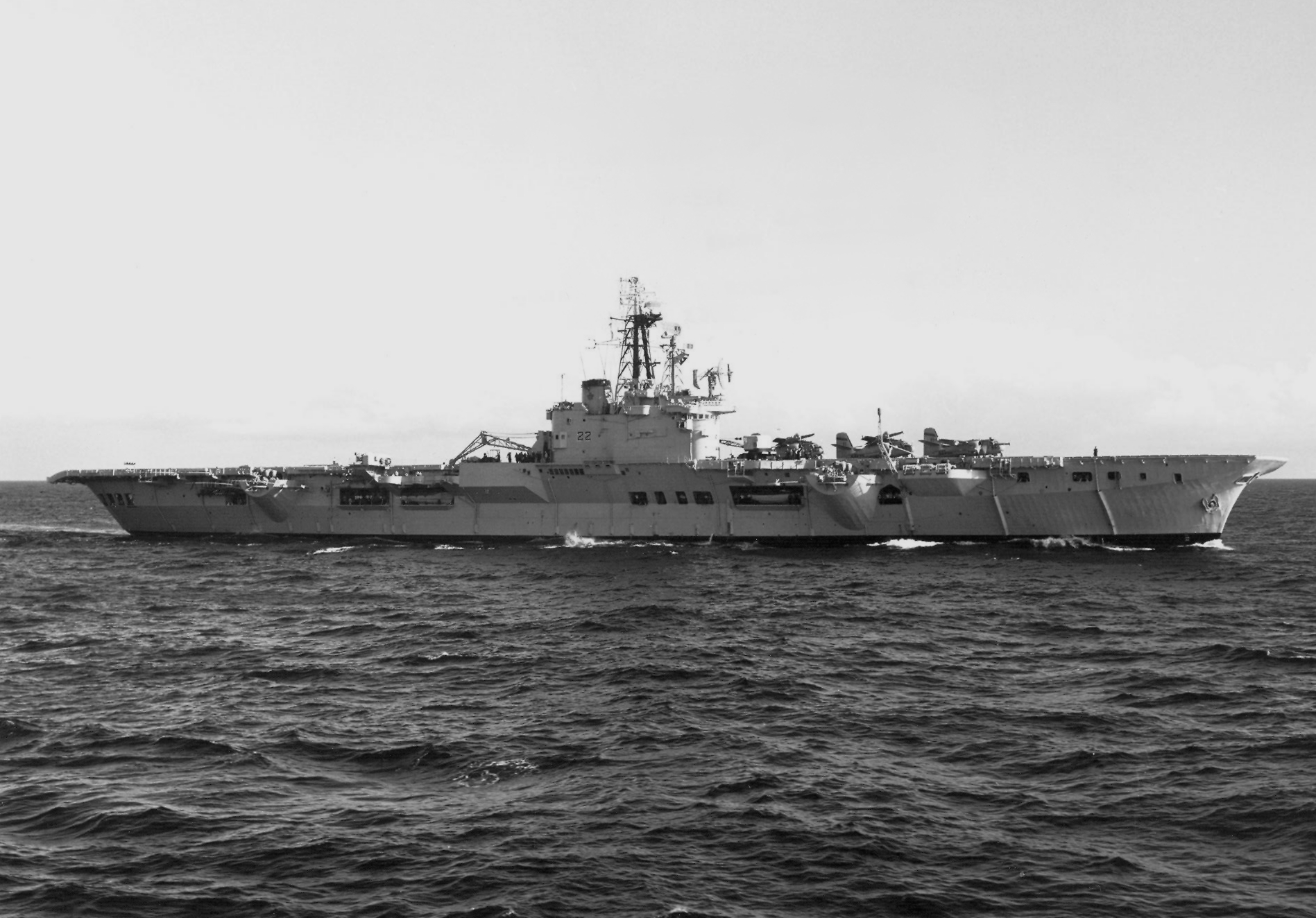
HMCS Bonaventure (CVL-22)

Seznam kanadských letadlových lodí obsahuje letadlové lodě, které sloužily u Kanadského královského námořnictva.

## Seznam lodí

### Třída Colossus
- HMCS Warrior (CVL-20)

### Třída Majestic
- HMCS Magnificent (CVL-21)
- HMCS Bonaventure (CVL-22)